# Henryk Darocha
Henryk Darocha (ur. 1954) – polski sędzia siatkarski.

## Życiorys
Uczył się w Technikum Chemicznym w Gliwicach, po czym podjął studia na Politechnice Śląskiej. Był także siatkarzem Hutnika Gliwice i AZS Gliwice. W 1979 roku ukończył podstawowy kurs sędziowski, a rok później rozpoczął sędziowanie zawodów. W 1991 roku uzyskał uprawnienia do sędziowania w I lidze A. Sędziował mecze ekstraklasy kobiet i mężczyzn, w tym spotkania PlusLigi i LSK, a od 1994 roku także mecze siatkówki plażowej. W 2009 roku sędziował pożegnalne spotkanie w PlusLidze, natomiast w 2020 roku zakończył sędziowanie na szczeblu seniorskim.